# Guillermo Kahlo
Guillermo Kahlo Kaufmann nato Carl Wilhelm Kahlo (meglio conosciuto Guillermo Kahlo; Pforzheim, 26 ottobre 1871 – Città del Messico, 14 aprile 1941) è stato un fotografo tedesco naturalizzato messicano, padre di Frida Kahlo.
Ha documentato fotograficamente importanti opere architettoniche, chiese, strade, punti di riferimento, nonché industrie e aziende in Messico all'inizio del XX secolo; per questo, il suo lavoro non ha solo un valore artistico ma ha anche importanza storica e documentale.

## Biografia

### Giovinezza e formazione
Kahlo è nato a Pforzheim, Granducato di Baden, Impero tedesco (ora nel Baden-Württemberg, Germania), figlio del gioielliere Jakob Heinrich Kahlo e di Henriette Kaufmann. Sua figlia Frida Kahlo sostenne che era di origine ebraica ungherese. Un libro del 2005,di Gaby Franger e Rainer Huhle, tracciava la genealogia dei Kahlo e affermava che nonostante la leggenda propagata da Frida, Guillermo non aveva radici ebraiche ungheresi, ma era nato da genitori luterani che "provenivano da famiglie ospitate" a Francoforte e Pforzheim. "
Ha frequentato l'Università di Norimberga. Suo padre lo pagò per viaggiare in Messico nel 1891 perché non andava d'accordo con la sua matrigna. In Messico, Wilhelm adottò l'equivalente spagnolo del suo nome "Guillermo". Nel luglio 1894 sollecitò la cittadinanza messicana .

### Carriera
La prima fotografia di Kahlo è del 1897.Il suo primo progetto fu con il segretario alle finanze José Yves Limantour risale al 1900.
Kahlo usava solitamente lastre di vetro di grandi dimensioni che misuravano da 8 a 10 pollici a 11 pollici x 14 pollici. 
Nel 1901 fondò uno studio fotografico, lavorando per El Mundo Ilustrado e Semanario Ilustrado. Fu incaricato dal governo di fare fotografie di architettura, probabilmente il suo miglior lavoro. Ha anche scattato fotografie di chiese con altri fotografi per un sondaggio di sei volumi negli anni 1920.